# 石橋寛久
石橋 寛久（いしばし ひろひさ、1950年（昭和25年）6月16日 - ）は、日本の政治家。元愛媛県宇和島市長（新市と旧市あわせて5期）。元宇和島市議会議員（2期）。
弟は元愛媛FC総監督で愛光学園教諭の石橋智之。

## 来歴
愛媛県宇和島市栄町港出身。愛媛県立宇和島東高等学校卒業。1973年（昭和48年）3月、北海道大学農学部卒業。同年10月、兼松江商株式会社（現・兼松株式会社）に就職。
1995年（平成7年）、宇和島市議会議員選挙に出馬し、初当選。同市議は2期務める。
2001年（平成13年）1月、宇和島市長（旧市）選挙に出馬し、初当選。2005年（平成17年）1月の市長選で2期目の当選。同年2月、市長に就任。同年8月1日、北宇和郡吉田町・三間町・津島町と宇和島市が対等合併（新設合併）し、新しい宇和島市となる。それにより同年9月11日に執行された宇和島市長選挙に出馬し、初当選。同日、市長就任。
2017年（平成29年）6月14日、次期市長選に不出馬を表明。

### 2013年宇和島市長選挙
2013年9月1日に行われた宇和島市長選挙に無所属で出馬。3選を果たしたが441票差の接戦だった。
※当日有権者数：69,390人 最終投票率：68.37%（前回比：-12.66pts）
| 候補者名 | 年齢 | 所属党派 | 新旧別 | 得票数   | 得票率 | 推薦・支持 |
| -------- | ---- | -------- | ------ | -------- | ------ | ---------- |
| 石橋寛久 | 63   | 無所属   | 現     | 23,564票 | 50.47% | 推薦：公明 |
| 土居通興 | 64   | 無所属   | 新     | 23,123票 | 49.53% |            |